# Australien i Junior Eurovision Song Contest
Australien debuterade i Junior Eurovision Song Contest 2015 och har till och med 2019 deltagit 5 gånger. Sedan starten har två av landets TV-bolag varit involverade i att plocka ut landets artist och bidrag; SBS och ABC.

## Historia
Den 7 oktober 2015 bekräftade landets nationella TV-bolag SBS sin debut och medverkan i 2015 års upplaga av tävlingen, efter att ha tävlat för första gången i Eurovision Song Contest i Wien i Österrike tidigare samma år. SBS valde internt ut Bella Paige till att representera landet med låten "My Girls", skriven och komponerad av bland andra Delta Goodrem. Låten var ursprungligen skriven till Goodrems kommande album, men fick istället representera Australien i Junior Eurovision Song Contest.
Australien tilldelades startnummer 6 i tävlingen och slutade efter omröstningen på åttonde plats av sjutton.
Landet medverkade i tävlingen varje år fram till 2020 då landet drog sig ur och har sedan dess inte återkommit.

## Resultat
Färgkod
 Vinnare/första plats 
 Andra plats 
 Tredje plats 
 Sista plats 
| År                     | Artist          | Bidrag         | Språk    | Plac. | Poäng |
| ---------------------- | --------------- | -------------- | -------- | ----- | ----- |
| 2015                   | Bella Paige     | "My Girls"     | Engelska | 8     | 64    |
| 2016                   | Alexa Curtis    | "We Are"       | Engelska | 5     | 202   |
| 2017                   | Isabella Clarke | "Speak Up"     | Engelska | 3     | 172   |
| 2018                   | Jael Wena       | "Champion"     | Engelska | 3     | 201   |
| 2019                   | Jordan Anthony  | "We Will Rise" | Engelska | 8     | 121   |
| Tävlar inte sedan 2020 |                 |                |          |       |       |

## Sändnings– och röstningshistorik

### Kommentatorer och röstavlämnare
Australien har sedan tävlingens början 2003 sänt tävlingen varje år.
| År   | Kommentator                                      | Röstavlämnare         |
| ---- | ------------------------------------------------ | --------------------- |
| 2003 | Ingen kommentator                                | Tilläts inte medverka |
| 2004 | Ingen kommentator                                | Tilläts inte medverka |
| 2005 | Ingen kommentator                                | Tilläts inte medverka |
| 2006 | Ingen kommentator                                | Tilläts inte medverka |
| 2007 | Ingen kommentator                                | Tilläts inte medverka |
| 2008 | Ingen kommentator                                | Tilläts inte medverka |
| 2009 | Ingen kommentator                                | Tilläts inte medverka |
| 2010 | Ingen kommentator                                | Tilläts inte medverka |
| 2012 | Ingen kommentator                                | Tilläts inte medverka |
| 2012 | Ingen kommentator                                | Tilläts inte medverka |
| 2013 | Andre Nookadu och Georgia McCarthy               | Tilläts inte medverka |
| 2014 | Andre Nookadu och Georgia McCarthy               | Tilläts inte medverka |
| 2015 | Ash London och Toby Truslove                     | Ellie Blackwell       |
| 2016 | Ingen kommentator                                | Sebastian Hill        |
| 2017 | Pip Rasmussen, Tim Mathews och Grace Koh         | Liam Clarke           |
| 2018 | Grace Koh, Pip Rasmussen och Lawrence Gunatilaka | Ksenia Galetskaja     |

### Röstningshistorik
Tabellerna nedan redovisar de fem länder Australien givit till och tagit emot flest poäng från sedan landets debut i tävlingen fram till landets senaste medverkan, det vill säga 2016. Observera att även de poäng som delades ut under 2016 års upplaga, där varje land hade två jurygrupper som båda gav ut poäng enligt den klassiska poängskalan istället för kombinerad tittar- och juryröstning, är inkluderade.
| Australien har givit flest poäng till följande länder: | Australien har givit flest poäng till följande länder: | Australien har givit flest poäng till följande länder: |
| Plac.                                                  | Poäng                                                  | Land                                                   |
| ------------------------------------------------------ | ------------------------------------------------------ | ------------------------------------------------------ |
| 1                                                      | 39                                                     | Malta                                                  |
| 2                                                      | 32                                                     | Vitryssland                                            |
| 3                                                      | 28                                                     | - Georgien                                             |
| 4                                                      | 22                                                     | Armenien                                               |
| 5                                                      | 19                                                     | Irland                                                 |

| Australien har tagit emot flest poäng från följande länder: | Australien har tagit emot flest poäng från följande länder: | Australien har tagit emot flest poäng från följande länder: |
| Plac.                                                       | Poäng                                                       | Land                                                        |
| ----------------------------------------------------------- | ----------------------------------------------------------- | ----------------------------------------------------------- |
| 1                                                           | 36                                                          | Georgien                                                    |
| 2                                                           | 31                                                          | Nederländerna                                               |
| 3                                                           | 29                                                          | - Malta                                                     |
| 4                                                           | 88                                                          | - Italien                                                   |
| 5                                                           | 27                                                          | Irland                                                      |